# مزولا
مزولا (به ایتالیایی: Mesola) یک کومونه در ایتالیا است که در استان فرارا واقع شده‌است.

## خصوصیات
مزولا ۸۵ کیلومترمربع مساحت و ۷٬۲۲۳ نفر جمعیت دارد و ۱ متر بالاتر از سطح دریا واقع شده‌است.

## خواهرخوانده
شهر نراک خواهرخواندهٔ مزولا هست.